# پرچم تورینگن
پرچم تورینگن در ۳ فوریه ۱۹۹۱ پذیرفته شد.